# 大塚勝夫
大塚 勝夫（おおつか かつお、1944年5月13日 - 1998年9月15日）は、日本の経済学者。専門は、経済発展論、開発経済学、日本経済論。
山形県東置賜郡高畠町生まれ。山形県立米沢興譲館高等学校、早稲田大学商学部卒業後、1971年一橋大学大学院経済学研究科修士課程修了。1974年同博士課程単位取得退学。指導教官は梅村又次。1991年、経済学博士（一橋大学）。博士論文は「経済発展と技術選択 -日本の経済と発展途上国-」。一橋大学経済学部助手、財団法人国際開発センター研究員、オーストラリア国立グリフィス大学現代アジア研究学部助教授、和光大学経済学部教授等を経て、早稲田大学商学部教授。1998年9月、胃癌のため死去。
1994年(平成6年)、出身地の山形県高畠町に屋代村塾を創設し、社会人や学生を対象にした啓蒙活動を行った。その施設は現在も早稲田大学などの学生向けのセミナーハウスとして使用され、地域の勉強会やイベントなどが行われている。晩年は「都市と農村の共生」を訴える社会活動と教育に力を注いだ。弟子に森脇祥太（大阪市立大学経済学部准教授）、大石真弘（NHKアナウンサー）、林雄介（元農林水産省キャリア官僚、作家）など。
一橋大学で「日本のサイモン・クズネッツ」大川一司教授の指導を受け、経済発展論分野で多くの業績を残した。

## 主な編著書
- 『経済発展と技術選択 : 日本の経験と発展途上国』文眞堂, 1990.6.
- 『共生時代のエコノミー : 真の豊かさとは何か』新評論, 1992.5.
- 『農的生活 : 「競争」から「共生」への新しいライフスタイル』NECクリエイティブ, 1995.1.
- 『比較経済発展論 : 日本とオーストラリア』早稲田大学出版部, 1995.9.
- 『経済史・経営史研究の現状』三嶺書房, 1996.9.
- 『農的に生きる時代』家の光協会, 1997.2.
- 『経済学は誰のためにあるのか：市場原理主義批判』（内橋克人、宇沢弘文等共著）岩波書店, 1997.8.
- 『新しい経済学を求めて : 環境と生命と開発への視点』NECクリエイティブ, 1999.9.

- Growth mechanism of developing economies : investment, productivity, and employment, co-edited with Kazushi Ohkawa and Bernard Key, International Center for Economic Growth, 1993.
- Technology diffusion : productivity, employment, and phase shifts in developing economies, co-edited with Kazushi Ohkawa University of Tokyo Press, 1994.

他